# فرانك شيلدز
فرانك شيلدز (بالإنجليزية: Frank Shields)‏ مواليد 18 نوفمبر 1909 في نيويورك - الوفاة 19 أغسطس 1975 في نيويورك، كان لاعب كرة مضرب أمريكي بدأ مسيرته كمحترف سنة 1926 وكان يلعب باليد اليمنى، اعتزل اللعب في 1955. أعلى تصنيف له في الفردي كان المركز الـ 5 في سنة 1930.

## النهائيات

### الفردي (الوصافة 2)
| الحصيلة | السنة | البطولة                     | الأرضية | المنافس   | النتيجة               |
| ------- | ----- | --------------------------- | ------- | --------- | --------------------- |
| الوصافة | 1930  | بطولة أمريكا المفتوحة للتنس | عشبية   | جون دواغ  | 8–10, 6–1, 4–6, 14–16 |
| الوصافة | 1931  | ويمبلدون                    | عشبية   | سيدني وود | انتصار سهل            |

### الزوجي (الوصافة 1)
| الحصيلة | السنة | البطولة                     | الأرضية | الشريك      | المنافس              | النتيجة              |
| ------- | ----- | --------------------------- | ------- | ----------- | -------------------- | -------------------- |
| الوصافة | 1933  | بطولة أمريكا المفتوحة للتنس | عشبية   | فرانك باركر | جورج لوت ليستر ستوفن | 13–11, 7–9, 7–9, 3–6 |

### الزوجي المختلط (الوصافة 1)
| الحصيلة | السنة | البطولة           | الأرضية | الشريك        | المنافس                | النتيجة  |
| ------- | ----- | ----------------- | ------- | ------------- | ---------------------- | -------- |
| الوصافة | 1930  | البطولة الأمريكية | عشبية   | مارجوري موريل | إديث كروس ويلمر أليسون | 4–6, 4–6 |

## روابط خارجية
- فرانك شيلدز على موقع IMDb (الإنجليزية)
- فرانك شيلدز على موقع أول موفي (الإنجليزية)
- فرانك شيلدز على موقع قاعدة بيانات الفيلم (الإنجليزية)

- فرانك شيلدز على موقع رابطة محترفي التنس (الإنجليزية)
- فرانك شيلدز على موقع الاتحاد الدولي لكرة المضرب (الإنجليزية)
- فرانك شيلدز على موقع كأس ديفيز (الإنجليزية)
- فرانك شيلدز على موقع قاعة مشاهير كرة المضرب الدولية (الإنجليزية)
- فرانك شيلدز على موقع أرشيف التنس.كوم (الإنجليزية)
- فرانك شيلدز على موقع بطولة ويمبلدون (الإنجليزية)
- فرانك شيلدز على موقع خلاصة التنس.كوم (الإنجليزية)